# Kreis Zittau
| Basisdaten                         | Basisdaten                                                |
| ---------------------------------- | --------------------------------------------------------- |
| Bezirk der DDR                     | Dresden                                                   |
| Kreisstadt                         | Zittau                                                    |
| Fläche                             | 256 km² (1989)                                            |
| Einwohner                          | 86.498 (1989)                                             |
| Bevölkerungsdichte                 | 338 Einwohner/km² (1989)                                  |
| Kfz-Kennzeichen                    | R und Y (1953–1990) RY, RZ, YY (1974–1990) ZI (1991–1994) |
|                                    |                                                           |
| Der Kreis Zittau im Bezirk Dresden |                                                           |

Der Kreis Zittau war von 1952 bis 1990 eine Verwaltungseinheit im Bezirk Dresden der Deutschen Demokratischen Republik. Von 1990 bis 1994 war er als Landkreis Zittau eine Verwaltungseinheit des Freistaats Sachsen. Sein Gebiet liegt heute im Landkreis Görlitz. Der Sitz der Kreisverwaltung befand sich in Zittau.

## Geographie

### Lage
Der kleinste Landkreis des Bezirks Dresden lag im äußersten Südosten der DDR.

### Nachbarkreise
Der Kreis Zittau grenzte im Norden an die Kreise Löbau und Görlitz-Land. Im Westen und Süden grenzte er an die Tschechoslowakei, im Osten an Polen.

### Naturraum
Der nördliche Teil des Landkreises umfasste die südlichen Ausläufer des Lausitzer Berglandes. Einzelne bewaldete Bergrücken mit Höhen um 500 m hoben sich von den weiten landwirtschaftlich genutzten Talmulden ab. Der Osten des Landkreises gehörte zum Neißegebiet mit dem Zittauer Becken im Süden. Im Süden wurde das Zittauer Becken um 300 bis 400 m vom Zittauer Gebirge überragt. Es war, ebenso wie das Elbsandsteingebirge, aus Sandsteinen aufgebaut. Daher glichen die Landschaftsformen denen der Sächsischen Schweiz (s. Kreis Pirna). Die höchsten Bergkegel – Lausche mit 791 m, Hochwald mit 749 m – verdanken ihre Entstehung vulkanischer Tätigkeit. Südlich von Jonsdorf lagen die berühmten, 1925 stillgelegten „Mühlsteinbrüche“. Sie standen unter Naturschutz und waren vielfach Ziel botanischer und geologischer Exkursionen.

## Geschichte
Der Kreis Zittau ging aus der am 1. Januar 1939 in Landkreis Zittau umbenannten und 1874 gegründeten Amtshauptmannschaft Zittau hervor. Mit der Kreisreform der DDR am 25. Juli 1952 erfolgte die Bildung der Bezirke und eine Neugliederung der Kreise. Aus dem alten Landkreis Zittau kamen die Stadt Ostritz und die Gemeinde Leuba zum weiter nordöstlich gelegenen neuen Kreis Görlitz-Land. Der neue Kreis Zittau wurde dem neugebildeten Bezirk Dresden zugeordnet, Kreissitz wurde Zittau.
Die folgenden 26 Gemeinden bildeten den neuen Kreis Zittau:
Bertsdorf, Dittelsdorf, Drausendorf, Eckartsberg, Großschönau, Hainewalde, Hartau, Hirschfelde, Hörnitz, Jonsdorf, Leutersdorf, Lückendorf, Mittelherwigsdorf, Niederoderwitz, Oberherwigsdorf, Oberseifersdorf, Olbersdorf, Oybin, Pethau, Radgendorf, Schlegel, Seifhennersdorf, Spitzkunnersdorf, Waltersdorf, Wittgendorf und Zittau.
Durch Gemeindegebietsänderungen sank die Zahl der Gemeinden bis zur Auflösung des Landkreises auf 18:
- 1. Oktober 1965 Eingliederung von Radgendorf in Eckartsberg
- 1. Januar 1970 Eingliederung von Pethau in die Stadt Zittau
- 1. Januar 1973 Eingliederung von Oberherwigsdorf in Mittelherwigsdorf
- 19. Mai 1974 Eingliederung von Drausendorf in Hirschfelde
- 1. Januar 1994 Eingliederung von Luftkurort Lückendorf in Oybin
- 1. März 1994 Eingliederung von Eckartsberg in Mittelherwigsdorf
- 1. März 1994 Zusammenschluss von Bertsdorf und Hörnitz zur Gemeinde Bertsdorf-Hörnitz

Am 17. Mai 1990 wurde der Kreis Zittau in Landkreis Zittau umbenannt. Am 1. August 1994 erfolgte die Bildung des neuen Sächsischen Oberlausitzkreises, der kurz darauf in Landkreis Löbau-Zittau umbenannt wurde. Bei dieser ersten sächsischen Kreisgebietsreform wurde der Landkreis Zittau mit dem Landkreis Löbau und 2 Gemeinden (Leuba und Ostritz) des Landkreises Görlitz zusammengefasst. Diese erste Kreisgebietsreform knüpfte an die territorialen Verwaltungsstrukturen, wie sie im 19. Jahrhundert vorhanden waren, wieder an.

## Wirtschaft
Die größte wirtschaftliche Bedeutung kam der traditionsreichen Textilindustrie zu. Im 18. Jh. waren in den Dörfern des Zittauer Territoriums bereits 6250 Webstühle in Betrieb. Teilweise arbeiteten mehr als ein Zehntel der Kreisbewohner in der seit dem 19. Jh. industriell betriebenen Textilherstellung. Wichtiger Produktionszweig war weiterhin der Fahrzeugbau (VEB Robur in Zittau). Ferner wurden Textilmaschinen, Armaturen und Elektromotoren hergestellt. Braunkohlevorkommen in der Nähe der Stadt Zittau wurden seit ungefähr 1800 abgebaut. Die Umgebung von Zittau war traditionelles Gemüseanbaugebiet. Für den südlichen Landkreis war der Fremdenverkehr mit den Kurorten Oybin, Jonsdorf und Lückendorf ein wichtiger Wirtschaftsfaktor.

## Verkehr
In Zittau trafen sich die Straßen und Schienenwege aus Richtung Bautzen und Görlitz. Seit 1972 bestand ein Grenzübergang nach Polen, und mit Seifhennersdorf besaß der Kreis einen Grenzübergang zur Tschechoslowakei im Südwesten. Die Stadt Zittau hatte sich zu einem beliebten Einkaufsort für die Einwohner der benachbarten tschechischen und polnischen Grenzorte entwickelt.

## Bevölkerungsdaten
Bevölkerungsübersicht aller 22 Gemeinden des Kreises, die 1990 in das wiedergegründete Land Sachsen kamen.
| AGS      | Gemeinde               | Einwohner  | Einwohner  | Fläche (ha) |
| AGS      | Gemeinde               | 03.10.1990 | 31.12.1990 | 31.12.1990  |
| 14056010 | Bertsdorf              | 1 313      | 1 297      | 1 389       |
| 14056020 | Dittelsdorf            | 1 132      | 1 130      | 684         |
| 14056040 | Eckartsberg            | 1 202      | 1 195      | 857         |
| 14056050 | Großschönau            | 6 371      | 6 314      | 1 504       |
| 14056060 | Hainewalde             | 1 923      | 1 910      | 1 296       |
| 14056070 | Hartau                 | 594        | 583        | 528         |
| 14056080 | Hirschfelde            | 2 997      | 2 958      | 901         |
| 14056090 | Hörnitz                | 1 209      | 1 173      | 408         |
| 14056100 | Jonsdorf, Kurort       | 1 857      | 1 851      | 908         |
| 14056110 | Leutersdorf            | 2 814      | 2 777      | 767         |
| 14056120 | Lückendorf, Luftkurort | 594        | 601        | 488         |
| 14056130 | Mittelherwigsdorf      | 2 153      | 2 142      | 1 892       |
| 14056140 | Niederoderwitz         | 3 659      | 3 628      | 1 925       |
| 14056160 | Oberseifersdorf        | 1 285      | 1 267      | 898         |
| 14056170 | Olbersdorf             | 6 994      | 7 137      | 1 516       |
| 14056180 | Oybin, Kurort          | 1 204      | 1 214      | 1 341       |
| 14056200 | Schlegel               | 1 088      | 1 085      | 1 323       |
| 14056210 | Seifhennersdorf, Stadt | 6 874      | 6 728      | 1 913       |
| 14056220 | Spitzkunnersdorf       | 1 924      | 1 915      | 935         |
| 14056230 | Waltersdorf            | 1 695      | 1 692      | 882         |
| 14056240 | Wittgendorf            | 872        | 869        | 1 223       |
| 14056250 | Zittau, Stadt          | 34 721     | 34 465     | 2 012       |
| 14056000 | Landkreis Zittau       | 84 475     | 83 931     | 25 592      |

## Kfz-Kennzeichen
Den Kraftfahrzeugen (mit Ausnahme der Motorräder) und Anhängern wurden von etwa 1974 bis Ende 1990 dreibuchstabige Unterscheidungszeichen, die mit den Buchstabenpaaren RY, RZ und YY begannen, zugewiesen. Die letzte für Motorräder genutzte Kennzeichenserie war YT 60-01 bis YT 99-99.
Anfang 1991 erhielt der Landkreis das Unterscheidungszeichen ZI.

## Codes
- Postleitzahlen bis 1993: 880*
- Postleitzahlen seit 1993: 027**
- Telefonvorwahlen: 0358*